# Hongre

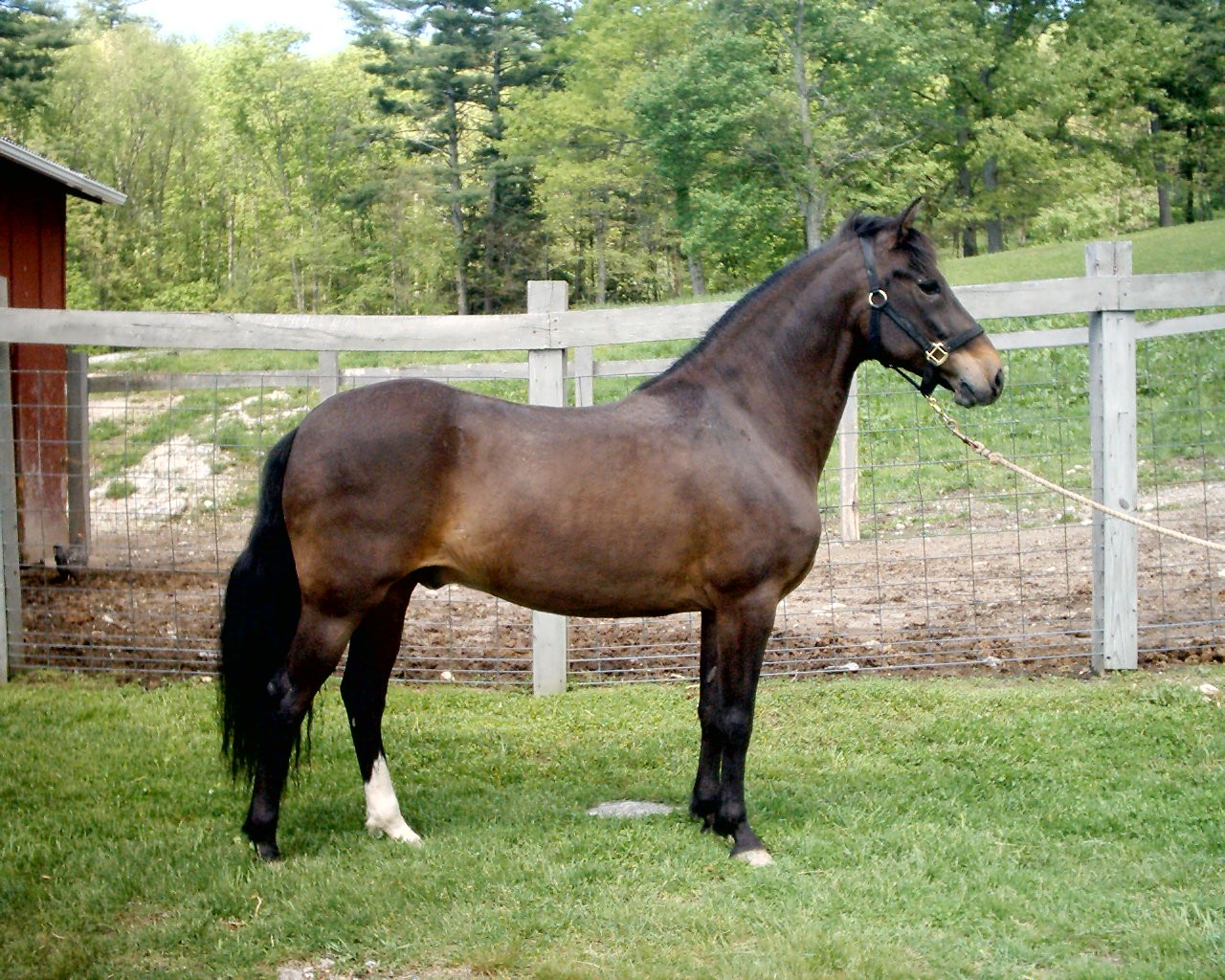
Hongre Paso Fino de trois ans.

Hongre est l'appellation qui désigne un cheval castré, et par extension les autres équidés castrés, comme l'âne, le bardot et le mulet. La castration, en éliminant les hormones associées au comportement sexuel du cheval entier (cheval mâle non castré destiné à la reproduction), permet généralement à un mâle d'être plus calme et plus docile, donc plus approprié comme animal de travail au quotidien.
Historiquement, la castration des étalons a été pratiquée par les Scythes et de nombreux autres peuples, son refus pouvant avoir des bases éthiques, culturelles, pratiques ou émotionnelles.

## Étymologie et terminologie
Le terme « hongre », signifiant à l'origine « hongrois », existe au moins depuis les années 1100, dérive du latin d'Allemagne, et serait d'origine turque. Ce nom aurait été attribué aux chevaux castrés par référence à l'usage hongrois de châtrer les chevaux de monte. Le nom est parfois employé en tant que verbe, « hongrer » faisant référence à la procédure de castration en elle-même, pratiquée par le « hongreur ». En anglais, le mot désignant le hongre, « gelding », provient du vieux norrois geldr (« stérile »).

## Histoire
Les Scythes sont présumés être le premier peuple ayant châtré des chevaux à grande échelle,. La valeur des hongres aurait été remarquée au combat, grâce à leur tempérament calme et leur absence de tentation à l'accouplement, ils sont moins enclins à appeler d'autres chevaux, plus faciles à maintenir en groupe, et moins susceptibles de se battre entre eux.

## Motivations à la castration

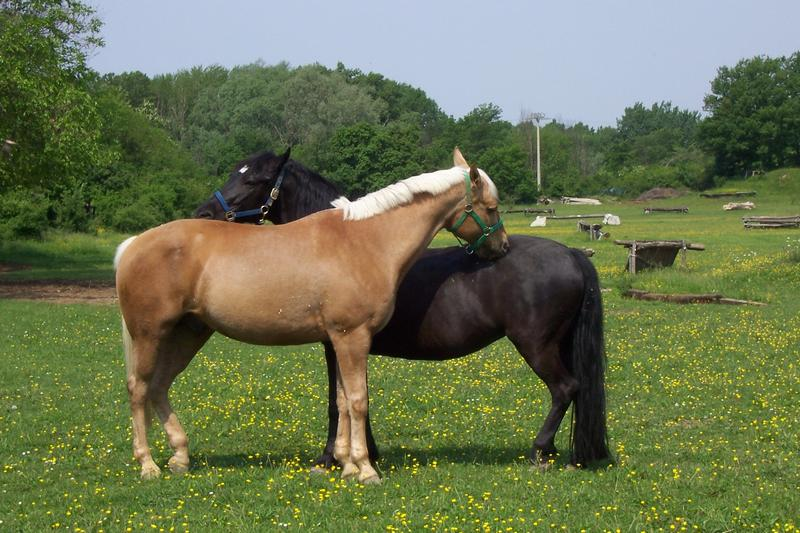
Relation paisible entre une jument et un hongre.

Un cheval entier est généralement plus difficile à maîtriser. Si une jument se trouve aux alentours, il peut s'emballer en sentant sa présence et tout faire pour aller la rejoindre. Le cheval mâle est donc généralement castré pour adoucir son comportement et le rendre plus facile à maîtriser. Toutefois, le caractère étant avant tout dépendant de l'éducation et de l'origine de chaque cheval, il est possible de trouver des étalons très dociles (en particulier chez les races rustiques et les races de trait) et des hongres caractériels.

### Gestion du pool génétique
La castration permet également de supprimer des animaux de qualité inférieure du pool génétique d'un élevage. Idéalement, les éleveurs choisissent de ne conserver que les meilleurs sujets pour la reproduction. Pour autoriser uniquement ces plus beaux animaux à se reproduire tout en préservant une diversité génétique adéquate, seul un faible pourcentage des chevaux mâles doit rester étalon. Traditionnellement, on estime que ce pourcentage d'étalons à conserver avoisine les 10 %. Une vision plus extrême postule que seuls 0,5 % de tous les chevaux mâles devraient être conservés comme étalons reproducteurs. À l'état sauvage, ce ratio de 10 % est atteint puisqu'une harde compte un seul étalon pour 10 à 12 juments, et peut permettre à un étalon moins dominant et plus jeune de vivre en marge.
Le nombre de chevaux mâles étant plus élevé que le nombre d'étalons au sein d'une harde, les mâles sans harde se regroupent au sein de bachelor herd (en), où, en l'absence de femelles, leur comportement tend à se rapprocher de celui des hongres.

### Travail et sports équestres
Les hongres sont préférés aux étalons pour le travail en raison de leur tempérament plus calme et de la plus grande facilité à les maîtriser. Les hongres ont également la préférence des cavaliers dans bon nombre de pratiques équestres : en raison du danger que représente un étalon, et de l'expérience requise pour le maîtriser, les plus jeunes participants à certaines compétitions équestres et certains shows de présentation ne sont pas autorisés à concourir avec un étalon dans les catégories qui leur sont réservées,. Les hongres ont aussi un avantage sur les juments, certaines d'entre elles devenant caractérielles lorsqu'elles sont en chaleur. L'utilisation de juments peut aussi être limitée durant leurs derniers mois de grossesse, ou lorsqu'elles sont accompagnées d'un jeune poulain. Dans les centres équestres, le cheval hongre est souvent préféré aux juments et aux chevaux mâles entiers pour son calme et sa docilité.

### Sports hippiques
En sport hippique, castrer un étalon peut être profitable si l'animal est distrait par les autres chevaux, difficile à contrôler, ou ne court pas au maximum de ses capacités quelle qu'en soit la raison. L'animal perd alors en valeur d'élevage, mais parallèlement, s'il obtient de meilleurs résultats, cela peut accroître la valeur de l'étalon qui l'a produit.
Au Royaume-Uni, selon le règlement de la National Hunt racing (Steeplechase), pour minimiser les risques de santé et de sécurité pour les chevaux, les cavaliers et les spectateurs, presque tous les chevaux participants sont des hongres. Ailleurs en Europe, les hongres sont toutefois exclus de certaines courses de plat parmi les plus prestigieuses, comme le Prix de l'Arc de Triomphe. En Amérique du Nord, les courses de Pur Sangs hongres, qualifiés par âge, gains ou expérience, sont autorisées dans les courses ouvertes aux mâles entiers.

### Autres raisons
Parfois, un étalon qui s'est déjà reproduit peut être castré tard dans sa vie en raison d'une stérilité, parce que sa progéniture n'est pas à la hauteur, ou simplement parce qu'il n'est plus utilisé pour se reproduire en raison de changements de mode dans le pedigree ou le phénotype. La castration permet aux chevaux hongres de vivre plus tranquillement en compagnie des autres chevaux en captivité, leur existence s'en trouve facilitée.
Une étude suisse montre cependant que même matures, des étalons se comportent généralement pacifiquement avec leurs semblables, à condition que la hiérarchie du troupeau ait été bien établie au préalable.

## Oppositions à la castration

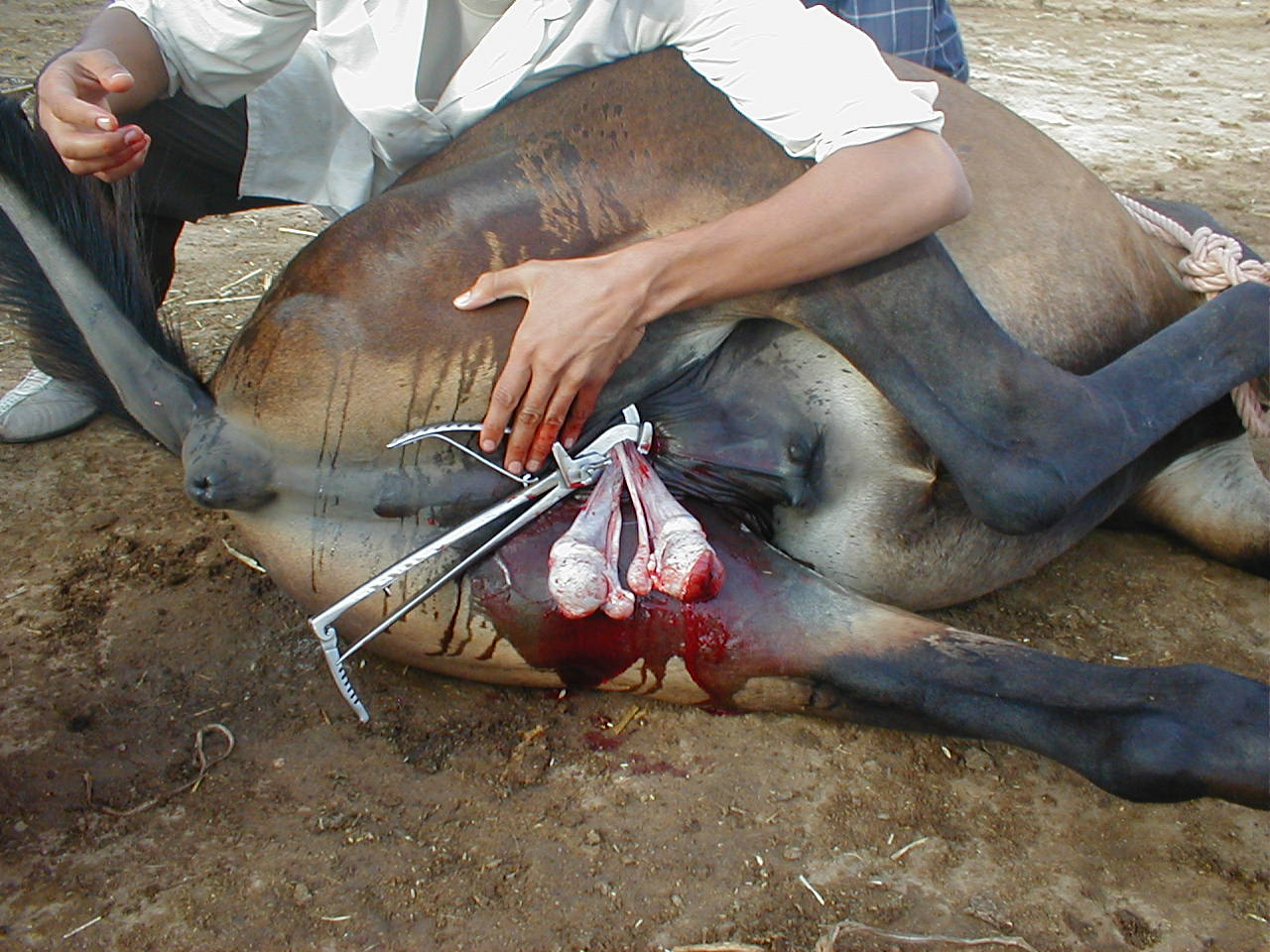
Castration sous anesthésie générale

Pour perpétuer certaines races, en particulier à faibles effectifs, les chevaux mâles doivent rester capables de se reproduire. Ainsi, les animaux considérés comme les meilleurs représentants de la race sont gardés comme étalons et utilisés à la reproduction. Bien que les critères  puissent être subjectifs, un étalon doit avoir une apparence ou un phénotype supérieurs, un pedigree ou génotype irréprochable, et idéalement doit avoir réalisé de bonnes performances dans le domaine de spécialité de sa race.
Certaines cultures ont rarement ou pas du tout castré les chevaux mâles, particulièrement les Arabes qui sont réputés pour n'employer que des juments au travail de tous les jours et à la guerre. Parmi ces cultures, la majorité des étalons ne sont pas employés à la reproduction, seuls ceux de meilleure qualité le sont. Utilisés comme de simples animaux de selle, ils sont gardés uniquement avec (ou à proximité) d'autres chevaux mâles dans un groupe du type bachelor herd (en), ce qui tend à les rendre plus calmes et à inhiber leur comportement d'étalons. D'autres raisons culturelles peuvent l'expliquer, ainsi le sacrifice d'animaux châtrés est interdit par l'Ancien Testament.
Selon Päivi Nussbaumer, vétérinaire à l'Institut suisse de médecine équine (ISME), "La castration chirurgicale est astreignante, douloureuse et peut conduire à des complications sévères."Il s'agirait donc d'un acte entraînant une souffrance physique (sinon psychologique) pour l'animal.
Certains propriétaires de chevaux craignent que le processus leur cause des douleurs, ou de quelque façon réduise leur vitalité et nuise à leur caractère. Les procédures chirurgicales modernes entraîneraient cependant beaucoup moins d'inconfort chez l'animal que les méthodes plus primitives[réf. nécessaire].
D'autres critères tout à fait subjectifs peuvent entrer en compte, certains propriétaires de chevaux trouvant les entiers plus « nobles ». Dans leur perception, posséder un cheval castré peut également être perçu comme une perte de virilité pour son ou sa propriétaire[réf. nécessaire].
Enfin, des principes éthiques et moraux peuvent amener certaines personnes à considérer que la castration d'un animal est une mutilation sexuelle inacceptable lorsqu'elle est effectuée dans le seul but de promouvoir l'adéquation de l'animal avec les désirs de ses propriétaires.

## Complications possibles
Les complications mineures découlant de la castration sont relativement courantes, cependant les complications sérieuses sont rares. Selon une étude approfondie, le taux de complication pour les castrations pratiquées sur un cheval debout est de 22 %, alors qu'il est de 6 % pour les castrations opérées en position couchée sous anesthésie générale (cependant le taux de mortalité est alors de 1 %).
Les complications les plus courantes sont:
- L'inflammation post-opératoire - mineure et très courante[23].
- L'infection du scrotum - la formation d'un abcès local est relativement courante, lorsque la peau se referme avant que les tissus sous-cutanés ne soient cicatrisés. Cette complication nécessite la réouverture de l'incision et le drainage de l'abcès, généralement associés à une prise d'antibiotique[24].
- Les péritonites dues aux bactéries entrant dans la cavité abdominale par le cordon spermatique sont rares.
- L'infection chronique menant à la formation d'un granulome le long de l'incision, qui peut être peu visible durant des mois ou même des années.
- Les hémorragies peuvent aller de l'écoulement minime et relativement courant, à la perte massive de sang qui engage le pronostic vital.
- L'éviscération est une complication sévère et peu courante au cours de laquelle le contenu de l'abdomen se "vide" par l'incision. Si le taux de survie est de 85 à 100 % lorsqu'une intervention est menée immédiatement, le taux de mortalité est élevé pour les cas qui ne sont pas immédiatement traités[25].

## Alternatives à la castration
Il existe des alternatives qui ne présentent pas les inconvénients de la castration physique, les méthodes de castration dites « hormonales » et « immunologiques». Tandis que l’utilisation d’hormones en pratique s’avère insatisfaisante (application fréquente, mauvaise efficacité, effets secondaires, dopage et problématique des résidus), la castration immunologique représente en revanche depuis peu une véritable alternative à l’intervention chirurgicale dans certains cas.
Cette méthode consiste à effectuer une vaccination contre l’hormone GnRH sécrétée par l’organisme du cheval. La production d’hormones est bloquée, ce qui conduit finalement à une production de testostérone plus faible dans les testicules. Comme pour les autres vaccinations, les anticorps disparaissent progressivement de l’organisme et les fonctions sexuelles reprennent. Cette méthode de castration est ainsi réversible, et elle est possible non seulement chez l’étalon, mais également chez la jument. 

## Hongres célèbres
Parmi les chevaux de course, on trouve quelques hongres célèbres, dont Giesolo de Lou et Général du Lupin.